# 딩쉐샹
딩쉐샹(丁薛祥,정설상, 1962년 9월 13일 ~ )은 중화인민공화국의 정치인이다. 현재 제20기 중국공산당 중앙정치국 상무위원 겸 국무원 제1부총리이며, 의전서열 여섯 번째이다. 앞서 제19기에서는 중국공산당 중앙정치국 위원, 중앙서기처 서기, 중국공산당 중앙판공청 주임 등을 역임하였다.

## 학력
- 1978년 ~ 1982년: 연산대학(동북중형기계학원) 공학원 기계공학과 (학사)
- 1989년 ~ 1994년: 복단대학 관리학원 행정관리학과 (석사)